# Carolyn Nason
Carolyn Nason-Kreeger (* 19. März 1985 in Lafayette, Colorado) ist eine ehemalige US-amerikanische Fußballspielerin und gegenwärtige -trainerin.

## Karriere
Nason startete ihre aktive Karriere mit dem Eagles Soccer Team der Broomfield High School und spielte anschließend eine Saison für die Mile High Mustangs in der USL W-League. Nach ihrem High-School-Abschluss, schrieb sie sich an der Metro State University ein und spielte ein Jahr für das Roadrunners Women Soccer Team, bevor sie im Herbst 2004 an die Seattle Pacific University wechselte. In dieser Zeit spielte sie auch für das Falcons Women Soccer Team und den Cool City FC in der Seattle City League. Zudem gewann sie 2004 den Special Award und gehörte zum Northwest Athletic Conference All Star Team. Nach dem Universitätsabschluss ging sie nach Europa und spielte in der Schweiz für den FC Muri. Bevor sie am 8. Januar 2009 in die Bundesliga zum TSV Crailsheim wechselte.
Die Innenverteidigerin bestritt in der Bundesligasaison 2018/19 zehn Punktspiele für den TSV Crailsheim, bevor sie im Sommer 2009 zum 1. FC Nürnberg in die drittklassige Regionalliga Süd wechselte. Nach nur einer Spielzeit kehrte sie in die Schweiz zurück.

### Beachsoccer
Nach ihrer Rückkehr in die Schweiz spielte sie in der Saison 2010/11 für den Beach Soccer-Liga Verein BSC Wildcats Freiamt, bevor sie im Frühjahr 2011 nach Colorado in die Vereinigten Staaten zurückkehrte.

### Als Trainerin
Nason arbeitete seit ihrer Rückkehr in die USA im Frühjahr 2011 als Co-Trainerin des Varsity Women Soccer Team der Broomfield Eagles. 2016 übernahm sie die Cheftrainerposition bei Colorado United Nike Academy (U-10), einem Team des Littleton Soccer Club. Zudem arbeitet Nason seit Frühjahr 2016 als Trainerin des Schulteams Valor Eagles der Valor Christian High School in Highlands Ranch, Colorado.

## Sonstiges
Seit dem Sommer 2009 ist sie mit dem Englisch-Dozenten Andrew Kreeger verheiratet und trägt seither den Doppelnamen Kreeger-Nason.